# Велта (компанія, Україна)
ТОВ ВКФ «Ве́лта» — гірничодобувна компанія, яка володіє двома ресурсними активами — Бирзулівським і Лікарівським родовищами ільменіту (титанові руди) в Новомиргородському районі, Кіровоградської області України.
«Велта» займає 2 % світового ринку поставок ільменіту і 35 % видобутку на українському ринку, є постачальником близько 10 % об'єму найбільшого в світі американського споживача титанової сировини — компанії Chemours (DuPont). З погляду горизонтального розвитку компанія планує запуск Лікарівського родовища-супутника.
Вертикальну інтеграцію «Велта» здійснює через інновації. У 2017 році компанія заснувала науково-дослідницький центр Velta RD Titan, метою якого була розробка нового методу переробки титанової сировини. У 2019 році Velta RD Titan подала свої перші патентні заявки з революційним методом отримання титану в патентні бюро США й України.

## Історія

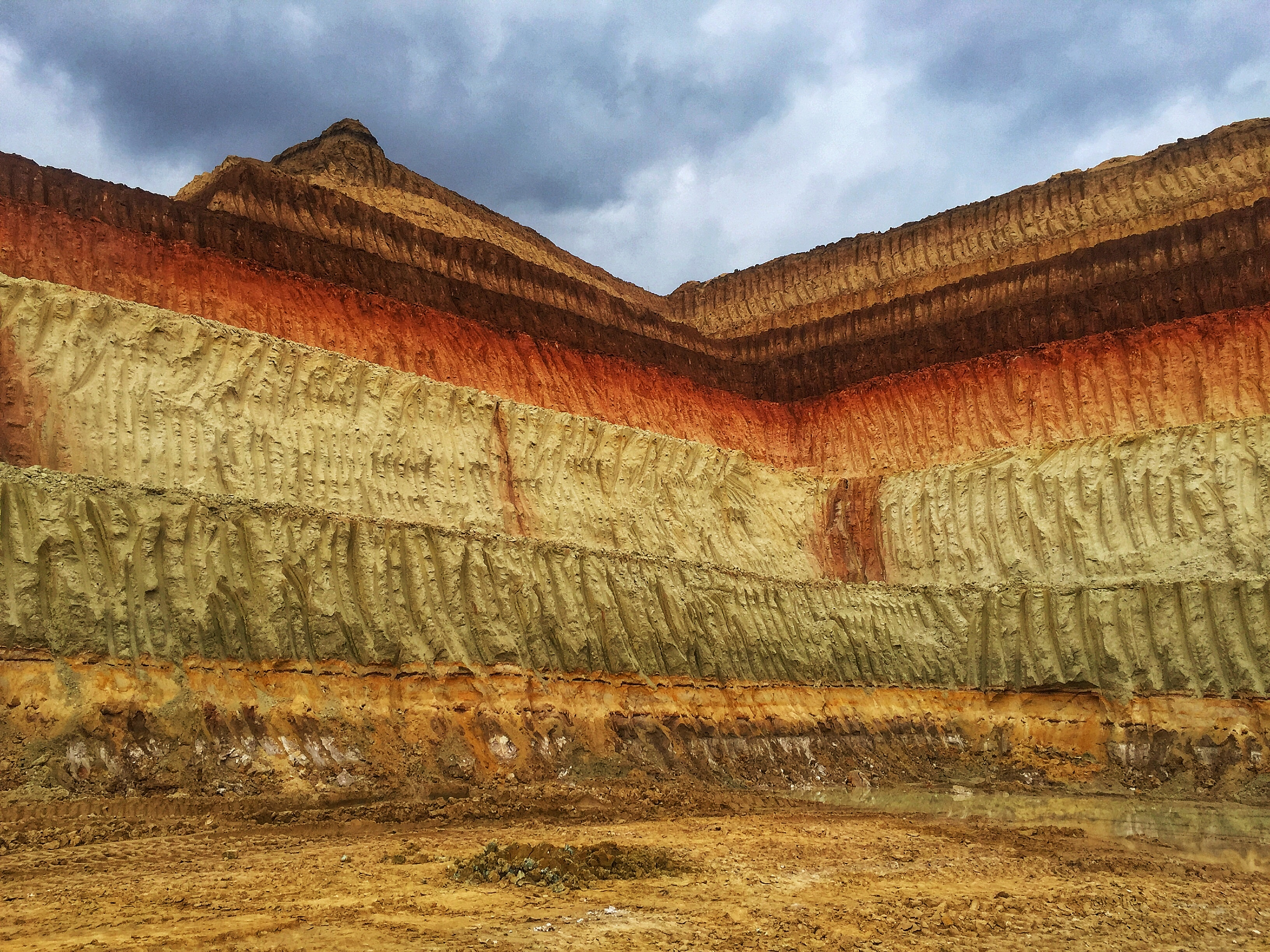
Кар'єр «Велта» в розрізі

2000 р. — створено ТОВ ВКФ «Велта», компанія отримала спеціальний дозвіл на геологічну розвідку Бирзулівського родовища ільменіту.
2001—2006 рр. — проведено детальну розвідку за рахунок коштів «Велти», результатом якої стало затвердження запасів згідно з промисловою категорією.
2006 р. — генеральним директором компанії став Андрій Бродський.
2007 р. — отримано спеціальний дозвіл терміном на 20 років на видобуток ільменіту на Бирзулівському родовищі.
2009 р. — отримано ліцензію на проєктування об'єктів ГЗК, проводяться дослідницько-конструкторські й проєктні роботи.
2010 р. — отримано дозвіл на будівництво гірничо-збагачувального комплексу.
27 грудня 2011 р. — офіційне відкриття ГЗК.
2012 р. — розпочато промислові відвантаження товарної продукції.
2014 р. — на фабриці № 1 сталася пожежа у відділенні гравітаційного збагачення. «Велта» втратила 60 % виробничих потужностей, але продовжила роботу.
2016 р. — відновлено втрачені унаслідок пожежі потужності Фабрики № 1.
2016 р. — завершено розвідку Лікарівського родовища.
2017 р. — отримано спеціальний дозвіл на користування надрами Лікарівського родовища від Кіровоградської обласної ради; відкрито науково-дослідницький центр Velta RD Titan, який займається розробкою нових методів отримання металічного титану.
2019 р. — отримано спеціальний дозвіл на користування надрами від Державної служби геології та надр України.
2020 р. — «Велта» запатентувала в США й Україні новий метод отримання металічного титану, розроблений науково-дослідницьким центром Velta RD Titan.

## Виробництво

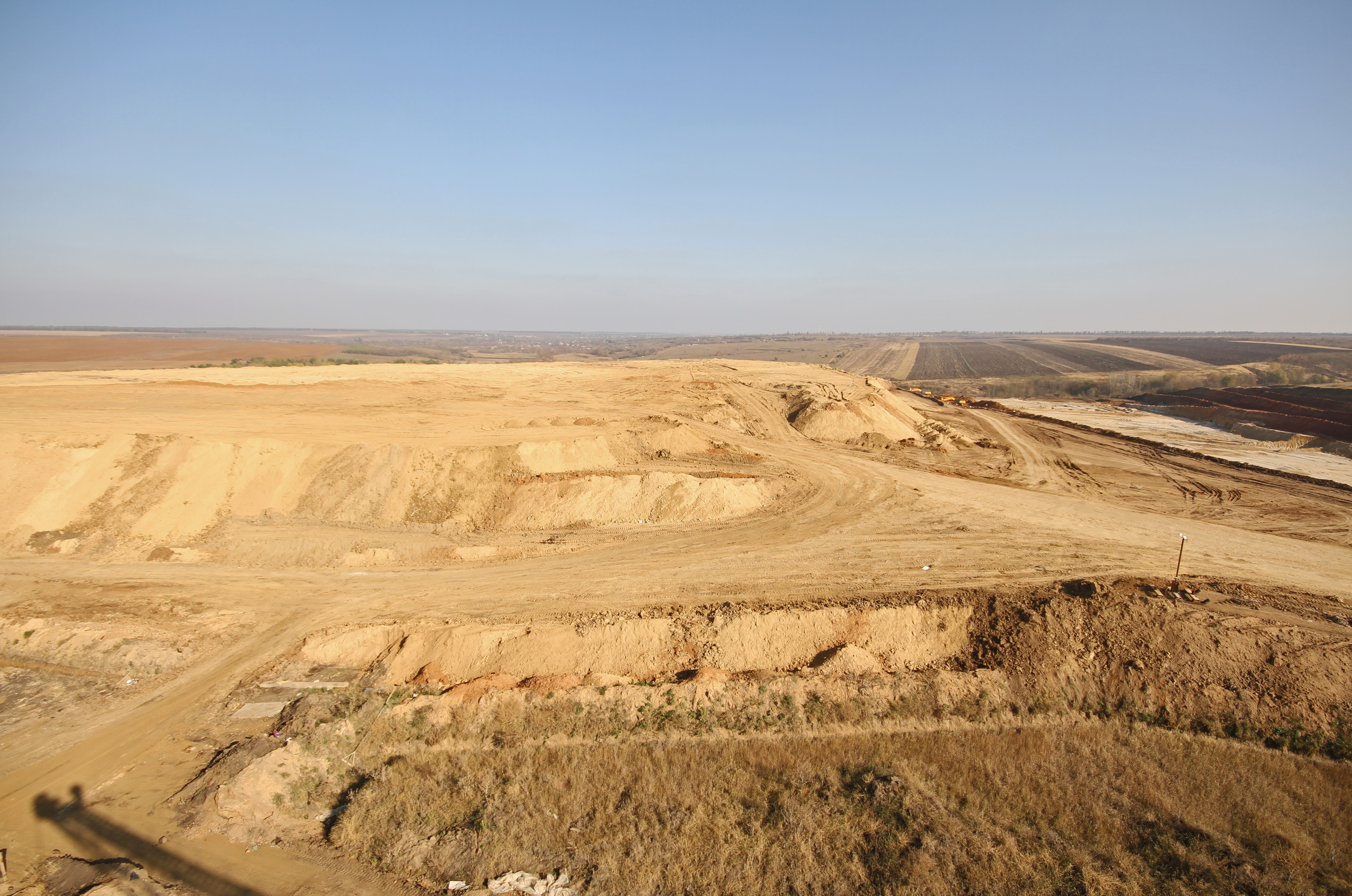
Бирзулівський гірничозбагачувальний комплекс

Бирзулівське родовище ільменіту розташоване в центральній Україні, поблизу с. Коробчиного Новомиргородського району Кіровоградської області. У 2011 р. на базі родовища за рекордні 8 місяців було побудовано гірничо-збагачувальний комплекс з видобутку та переробці ільменітових руд потужністю 185 тис. тонн ільменіту на рік. У 2013 р. потужність підприємства збільшена до 270 тис. тонн за рахунок запуску другої черги ГЗК. Загальний об'єм інвестицій у будівництво склав $122 млн.
Лікарівське родовище ільменітових розсипних руд знаходиться в 6 км від вже діючого ГЗК. Запланована потужність підприємства — 110 тис. тонн ільменітового концентрату на рік, капітальні інвестиції складатимуть близько $30 млн.
Видобуток корисної копалини відбувається відкритим способом.
У 2019 р. «Велта» видобула понад 1 000 000 тонн ільменітового концентрату

## Екологія
Підприємство спроєктовано таким чином, що негативний вплив на довкілля мінімізовано.
Збагачення руди відбувається без використання хімічних речовин, виключно завдяки фізичним властивостям ільменіту.
Титанова руда Бирзулівського родовища не має у своєму складі радіоактивних часток, щорічно «Велта» проводить систематичні перевірки забруднення повітря та води — максимальна концентрація забруднюючих речовин є вдвічі нижчою за дозволену, згідно санітарно-гігієнічним нормам. Виробництво не впливає на рівень підземних вод, оскільки використовує воду в замкнутому циклі. Повністю виключено стік поверхневих вод з площі кар'єру до русла річки Велика Вись та дрібні водостоки.
На відпрацьованих ділянках компанія проводитиме рекультивацію землі.

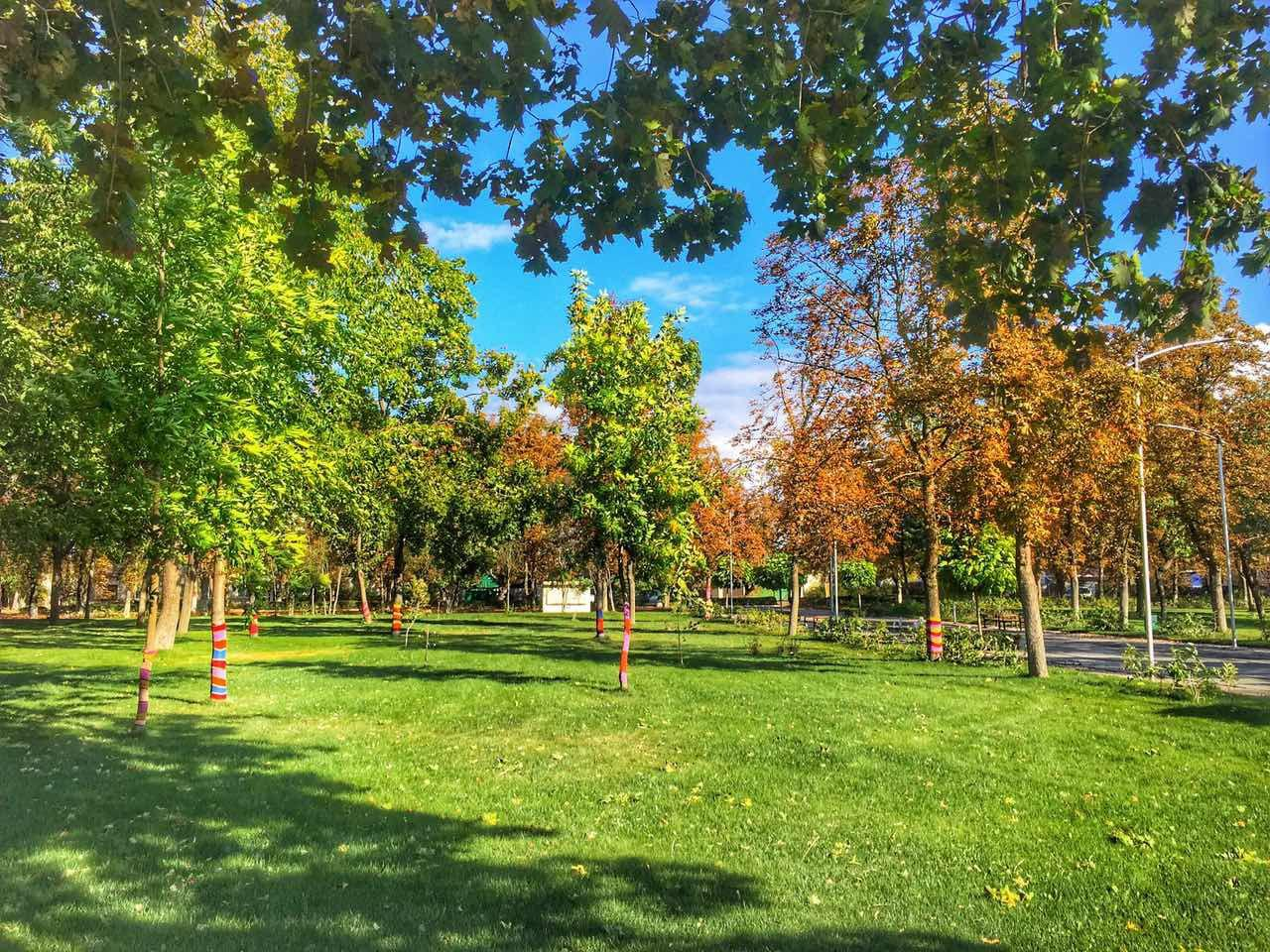
Парк, Новомиргород

## Відповідальність
За період роботи 2010—2019 рр. включно «Велта» виплатила понад 350 млн грн. у бюджети різних рівнів, створила 600 робочих місць та вклала понад 32,5 млн грн. соціальних інвестицій в регіон.
Пріоритети в соціальній діяльності компанії — це розвиток інфраструктури, створення сімейного простору, освіта, підтримка талановитих дітей, допомога хворим дітям, бійцям ООС та незахищеним верствам населення.

## Фото

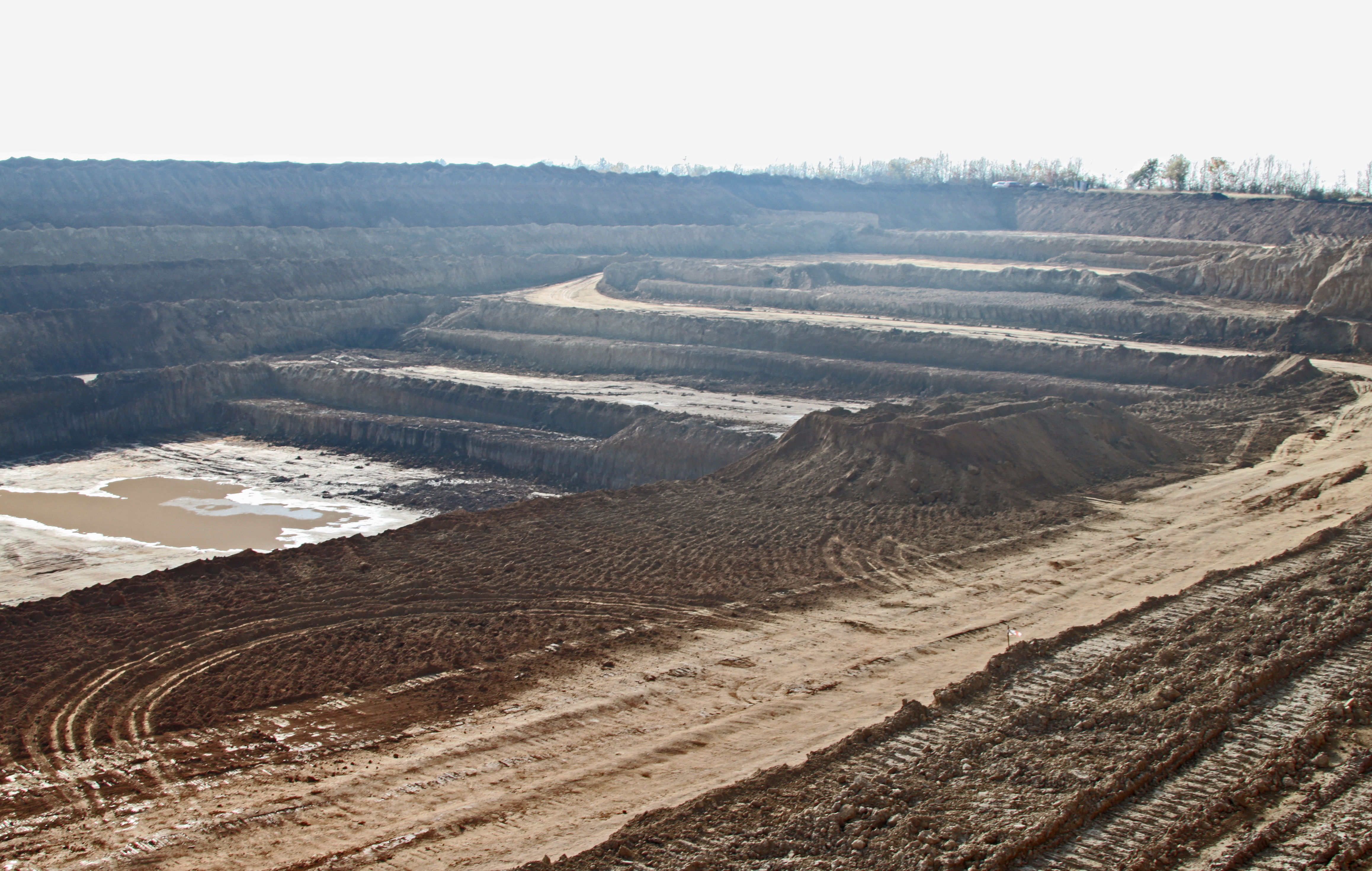
Фрагмент промислових об'єктів ГЗК
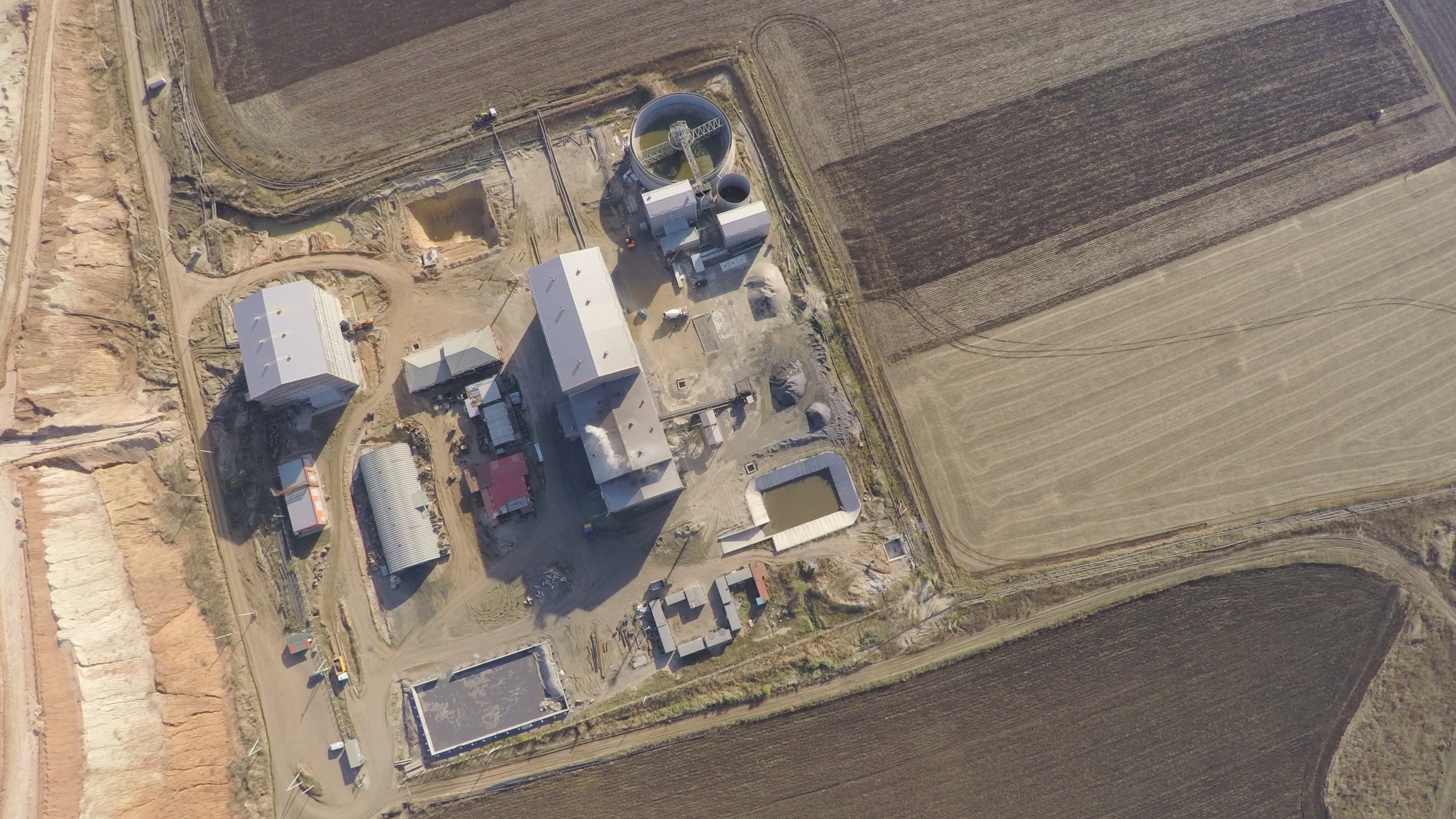
ГЗК, вид зверху
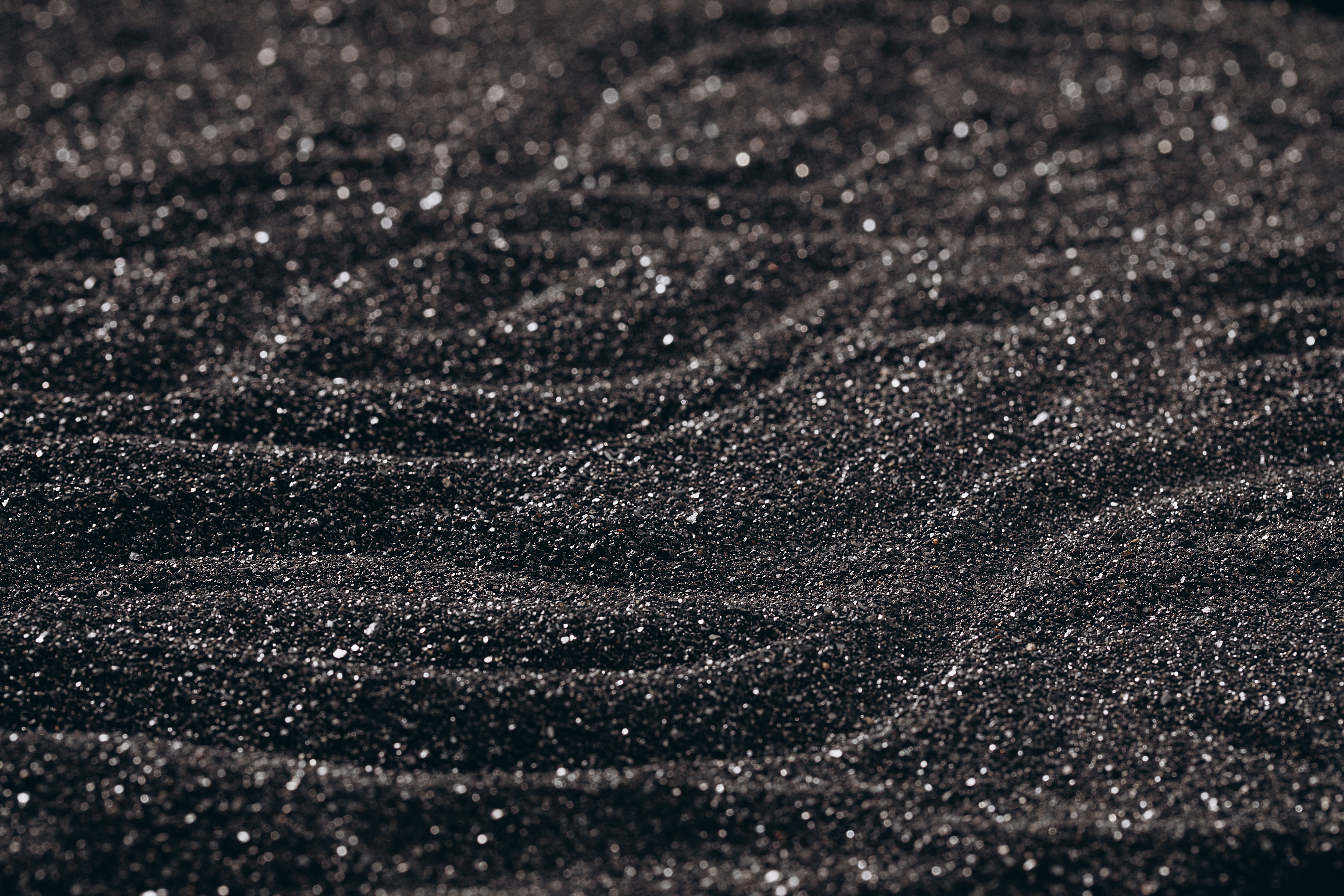
Ільменіт